# 58 a.C.
Il 58 a.C. (LVIII a.C. in numeri romani) è un anno  del I secolo a.C.

## Eventi
Repubblica romana:
- Publio Clodio Pulcro è tribuno della plebe.
- Marco Tullio Cicerone viene esiliato da Roma.
- Prima campagna di Gaio Giulio Cesare in Gallia transalpina, per arginare i movimenti migratori verso sud degli Elvezi e dei Germani di Ariovisto. Gli Elvezi, spinti dalle tribù degli Suebi e dei Sequani, avevano minacciato la tribù gallica libera degli Edui, stanziati ad Occidente degli Elvezi. Cesare, essendo gli Edui alleati dei Romani, non aspettò neanche che il Senato lo autorizzasse e sconfisse nel 58 a.C. gli Elvezi nella Battaglia di Bibracte (odierna Autun). Per quanto riguarda i Germani, Cesare (in qualità di difensore dei Galli liberi) affrontò Ariovisto nella pianura alsaziana, facendo promettere al re di non oltrepassare più il Reno: Cesare era così arrivato per la prima volta nella Gallia del Nord.[1] Queste vicende sono raccontate nel primo libro del De bello Gallico (vedi Conquista della Gallia).

Mediterraneo orientale:
- Egitto tolemaico - Tolomeo XII viene spodestato dalla moglie Cleopatra VI e dalla figlia Berenice IV, che assumono il comando congiunto dell'Egitto

## Nati
- Dongmyeong di Goguryeo, sovrano coreano († 19 a.C.)

## Morti
- Tolomeo di Cipro, sovrano egizio